# Sonsoles Suárez Illana
Sonsoles Suárez Illana (Madrid, 1967) és una periodista espanyola.

## Biografia
És filla d'Amparo Illana Elórtegui i l'expresident del Govern d'Espanya Adolfo Suárez González, mort en 2014.
Després de llicenciar-se en periodisme a Saragossa al setembre de 1992 es va casar amb Pocholo Martínez Bordiú (José María Martínez-Bordiú y Bassó), fill dels XVII barons de Gotor, actual XVIII baró de Gotor i emparentat per afinitat amb la família Franco. Després de dos anys de matrimoni es produeix la separació i més tard el divorci.
El 1993 treballa com a ajudant de producció al programa Primera Plana de Canal+ i a principis de 1994 s'incorpora a Antena 3 i durant any i mig va presentar els butlletins de Telenoticias, la televisió per satèl·lit de la cadena. El juliol de 1995 Sonsoles debuta en l'àmbit nacional substituint Marta Robles al programa d'Antena 3 A toda página.
Després de dues temporades en antena, abandona el programa al gener de 1997 i el 1998 marxa a Moçambic, on roman tres anys col·laborant en labors d'ajuda humanitària amb Fundació CEAR (Comissió Espanyola d'Ajuda al Refugiat).
Al seu retorn, i després de superar un càncer, torna a la televisió, i de nou s'incorpora a Antena 3. Primer amb el programa de successos Las caras del crimen (2002) i després amb l'espai d'actualitat Espejo público, on roman fins a finals de 2006 i que li va fer mereixedora d'un premi Antena de Oro (2006) en la categoria de televisió.
El 19 de maig 2012 es va casar amb el músic Paulo Wilson, de qui es va separar en 2017.